# باولو تافاريس
باولو تافاريس (9 ديسمبر 1985 ببورتو في البرتغال - ) هو لاعب كرة قدم برتغالي في مركز الوسط. لعب مع إشتوريل برايا ونادي ريبيراو ونادي فيتوريا سيتوبال ونادي ليتشويس وPadroense F.C. ‏.

## روابط خارجية
- باولو تافاريس على موقع قاعدة بيانات كرة القدم.إي يو (الإنجليزية)
- باولو تافاريس على موقع Soccerway.com (الإنجليزية)
- باولو تافاريس على موقع AS.com (الإسبانية)